# Port lotniczy Hwange
Port lotniczy Hwange (ICAO: FVWT, IATA: WKI) - międzynarodowy port lotniczy położony w Hwange, w Zimbabwe. 